# Дерби в Кентукки
Кентукки Дерби (англ. Kentucky Derby) — конные скачки, которые проходят в крупнейшем городе штата Кентукки — Луисвилле, в первую субботу мая с 1875 года.
Несмотря на сравнительно малую продолжительность самих забегов — они в среднем длятся как раз две минуты, за что соревнования заслужили громкий титул «Величайшие две минуты в спорте» — по значимости с Кентукки Дерби в мире могут сравниться разве что такие «гранды», как Эпсомское дерби и Королевские скачки в Аскоте. Более 150 000 человек ежегодно приезжают на ипподром «Черчилль-Даунс» в Луисвилле, чтобы насладиться зрелищем, которое журнал Forbes включил в число десяти самых успешных спортивных брендов в мировой истории.
Дерби в Луисвилле традиционно открывает знаменитую серию скачек «Тройная корона» (Triple Crown), куда, кроме него, входят скаковые дерби «Прикнесс» в Балтиморе, штат Мэриленд, и «Белмонт» в Элмонте, штат Нью-Йорк.

## Описание

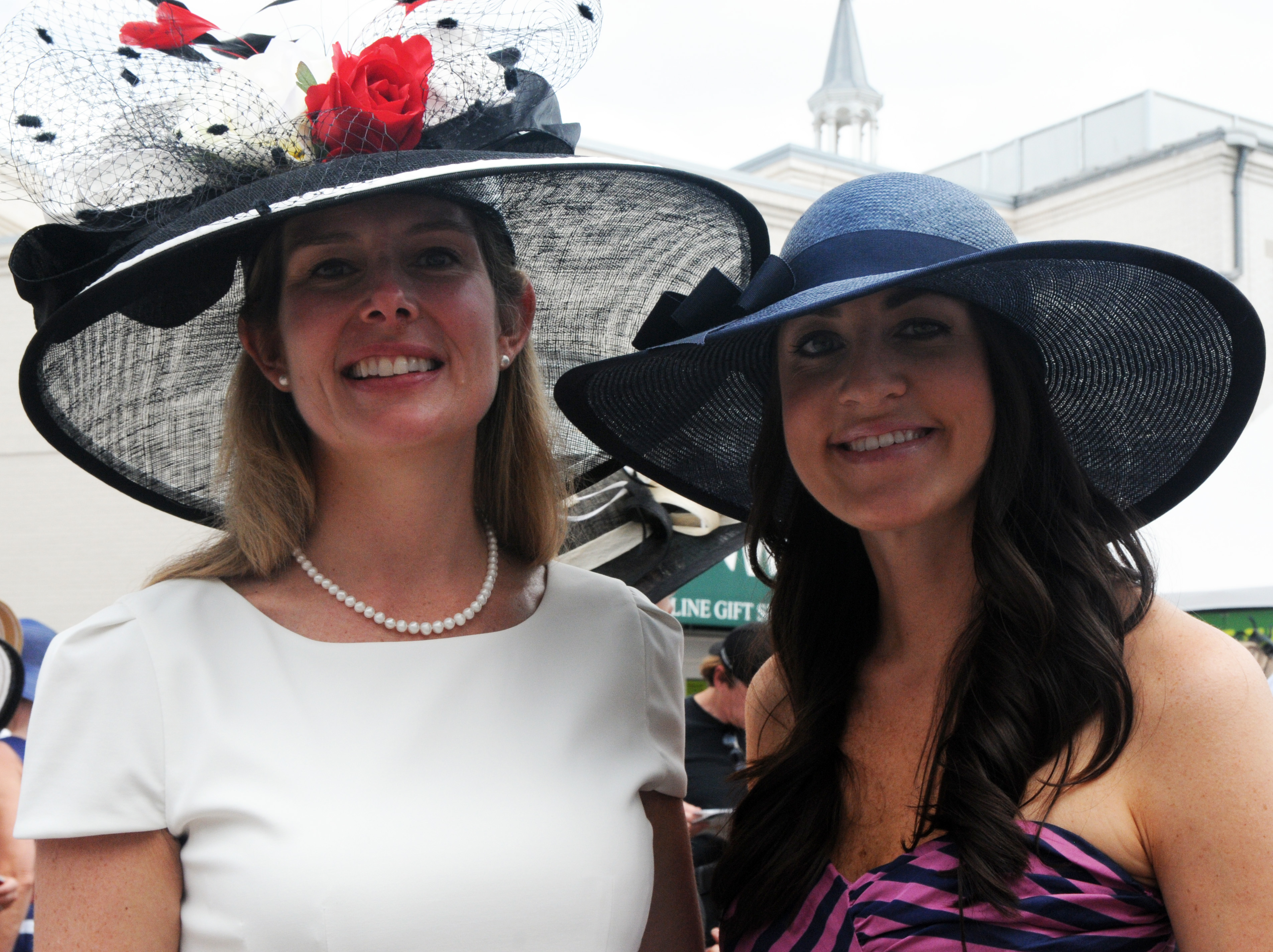
Традиционные для дерби дамские шляпки

В забегах «Тройной короны» принимают участие только чистокровные лошади-трехлетки верховых пород. Дистанция гонки Кентукки Дерби составляет 1,25 мили. Победитель заездов получает роскошную попону с 554 живыми розами для своего скакуна, поэтому соревнование прозвали «Забег за розами», а также солидный денежный приз — более 1 миллиона долларов.
За время, прошедшее с первого соревнования в 1875 году, Кентукки Дерби обросло множеством ярких традиций. Самой известной из них является «шоу» модных дамских шляпок — обычай, который американские леди с удовольствием переняли у британских великосветских модниц. Еще одна старинная традиция предписывает исполнять неофициальный гимн штата Кентукки «My Old Kentucky Home» перед началом заездов. Также невозможно представить эти скачки без их фирменного напитка — мятного коктейля «Mint Julep».
Мероприятия Кентукки Дерби далеко не ограничиваются рамками конного спорта. За две недели перед праздником в Луисвилле проходит Фестиваль Кентукки Дерби. В его обширную программу входит целый спектр развлечений на любой вкус — от музыкальных концертов и вечеринок до модных показов и дегустации элитных вин. Главным событием праздника становится «Гром над Луисвиллом» — крупнейшее шоу фейерверков в США.